# Elizabeth Williams (Basketballspielerin)
Elizabeth Olatayo Williams (* 23. Juni 1993) ist eine in Großbritannien geborene nigerianisch-amerikanische  Basketballspielerin, die seit 2015 in der Women’s National Basketball Association (WNBA) spielt.

## Karriere
Im WNBA Draft 2015 wurde sie von den Connecticut Sun auf dem vierten Platz ausgewählt. Nach ihrer Rookie-Saison wechselte Williams für fünf Saisons zu Atlanta Dream und wurde 2016 mit dem WNBA Most Improved Player Award ausgezeichnet. Nach einer Saison in Washington spielt Williams seit 2023 für Chicago Sky.
Im Laufe ihrer bisherigen WNBA-Karriere erzielte Elizabeth Williams unter anderem die folgenden Erfolge und Auszeichnungen:
- WNBA Most Improved Player (2016)
- WNBA All-Star (2017)
- WNBA All-Defensive First Team (2020)
- WNBA All-Defensive Second Team (2023)
- WNBA Sportsmanship (2023)